# Los Fatales
Los Fatales es una banda de música tropical uruguaya fundada en 1996 y liderada por Fabián "Fata" Delgado. Mezcla diversos ritmos típicos del país como el candombe, la plena uruguaya y la música latina.
Se han convertido en un fenómeno popular en varios países de Latinoamérica debido a sencillos como «Pizza Muzarella» (1998), «Comadre, compadre» (1999) y «Apagón» (1999). Han realizado giras internacionales por América del Sur, Estados Unidos y Australia. Se han presentado en lugares como la Sala Zitarrosa y el Teatro Solís.
Fueron miembros de la banda artistas como Javier Carvalho, Alberto Caballero y el cantautor, profesor de música y guitarrista uruguayo El Alemán.

## Premios
En 2010, 2011 y 2017 fueron galardonados por los Premios Graffiti al mejor álbum de música tropical. Los Fatales ha obtenido el Disco de Oro, Platino y doble Platino.

## Discografía
- 1996, Masculino Femenino
- 1997, Los Capitanes de la Alegría
- 1998, Exportando alegría
- 1998, Atracción fatal – Pizza Muzzarella
- 1999, Revolución fatal (Sondor, Uruguay y EdelMusic, Argentina)
- 2000, Que Monstruos
- 2001, La abuelita
- 2002, Para niños
- 2002, Segunda revolución
- 2003, Grandes éxitos
- 2004, Gaucho latino
- 2010, Fata les canta (Milideas Record)
- 2011, Alegría (Milideas Record)
- 2013, Grandes éxitos en vivo
- 2014, Los Fatales en vivo (DVD + CD, grabado del ciclo autores en vivo AGADU, Edición MMG)
- 2016, Otra calle